# Мост-плотина на реке Тызьве
Мост-плотина на реке Тызьве — автодорожный железобетонный арочный мост через реку Тызьва в Павловске (Пушкинский район Санкт-Петербурга). Располагается в створе улицы Мичурина.

## История
Исторически был построен в 1780-х годах как трёхпролётный мост, центральный пролёт которого пропускал Тызьву, а боковые полёты служили для того, чтобы движение по парковым набережным дорожкам не пересекалось с движением по дороге между населёнными пунктами. Таким образом, мост был построен как элемент паркового ансамбля Александровой дачи. В 1940-х он был разрушен в ходе боевых действий.  
Существующий мост-плотина построен в 1980—1983 годах по проекту института «Ленгипроинжпроект» (главный инженер проекта А. А. Соколов). Положенное в основу проекта предположение о единственном пролёте прежней исторической конструкции моста оказалось ошибочным на основании позднейших публикаций исторических изображений Александровой дачи. Строительство моста осуществлено строительным управлением №3 (СУ-3) треста «Ленмостострой» под руководством главного инженера Г. М. Киселёва. В 1988 году выполнен капитальный ремонт сооружения.

## Конструкция
Мост-плотина представляет собой бесшарнирную арочную конструкцию расчётным пролётом 10 м из монолитного железобетона на опорах на естественном основании. В пределах живого сечения арки размещается монолитная железобетонная водосливная плотина с четырьмя ступенями водослива, в основании которой для пропуска воды при незаполненном водохранилище уложена металлическая труба диаметром 1,0 м. Длина моста составляет 58,0 м, ширина – 21,7 м.
Мост предназначен для движения автотранспорта и пешеходов, а также обеспечивает обводнение парковых водоёмов Пушкина и Павловска. Проезжая часть моста включает в себя 2 полосы для движения автотранспорта. Покрытие проезжей части и тротуаров — асфальтобетон. Тротуары устроены в повышенном уровне и отделены от проезжей части гранитным бордюром и металлическим барьерным ограждением. Перильное ограждение на мосту включает чугунные балясины, установленные между металлическим поручнем и подперильным камнем, и гранитные тумбы серого цвета. Освещение моста из 8 стоек-светильников, выполненных по типу светильников Петропавловской крепости и установленных по краям тротуаров. С обоих берегов на подходах к мосту в пределах поймы реки устроены монолитные железобетонные подпорные стенки, свободное пространство между которыми заполнено грунтом. Фасады моста и подпорные стенки с верховой и низовой сторон облицованы гранитом.